# Niel-lez-Saint-Trond
Niel-lez-Saint-Trond, en néerlandais Niel-bij-Sint-Truiden est une section de la commune belge de Gingelom située en Région flamande dans la province de Limbourg. C'était une commune à part entière avant la fusion des communes de 1971.

## Démographie

### Évolution démographique
- Sources : INS, Rem. : 1831 jusqu'en 1961 = recensements[3].